# 吳亮中
吴亮中，字寅仲，浙江嘉善人。清朝政治人物、進士出身。

## 生平
順治九年（1652年）壬辰科進士，授户部主事，历官员外郎。